# أورسولا فون رايدينغزفارد
أورسولا فون رايدينغزفارد (بالإنجليزية: Ursula von Rydingsvard) (و. 1942  م) هي فنانة أمريكية، هي عضوةٌ في الأكاديمية الأمريكية للفنون والآداب.

## جوائز
حصلت على جوائز منها:

جائزة روما الأمريكية